# Участок № 12
Уча́сток № 12 — посёлок в Таловском районе Воронежской области.
Входит в состав Шанинского сельского поселения.

## Население
| 2010 |
| ---- |
| 216  |

## Улицы
В посёлке имеются две улицы — Мира и Пролетарская.